# Daria Galateria
Daria Galateria, nacida en Roma, 1950, es una profesora y escritora italiana.

## Biografía
Daria Galateria nació en Roma, Italia, en 1950. Estudió Literatura en la Universidad de la Sapienza de Roma; hizo una tesis sobre el monólogo en Stéphane Mallarmé y Paul Valéry.
Enseña Literatura Francesa y lingüística en la Universidad de la Sapienza desde 1975.
Galateria ha estudiado la memoria femenina; y ha hecho numerosas ediciones, entre otras A la busca del tiempo perdido de Marcel Proust.
En 1996 ganó el premio "Grinzane Cavour" por su "Fughe dal re Sole". 
En 2005 fue nombrada en la lista de miembros de Ordre des Arts et des Lettres, francesa.
Ha trabajado en programas culturales para la Rai Radio 3 ("Spaziotre") y para Radio 2 ("Alle otto della sera"). Colabora, desde 1990, en publicaciones italianas de prestigio como Il Manifesto, La Repubblica y L'Espresso.
Hoy Galateria tiene una abundante obra, y además se ha ocupado de editar a clásicos. Sus densos e irónicos retratos, reunidos Trabajos forzados, han tenido gran eco en Italia.

## Obra
- Breton, Mursia, 1977.
- Parigi 1789, Sellerio, 1989.
- Il tè a Port-Royal , Sellerio 1995.
- Fughe dal re Sole, Sellerio, 1996.
- Scritti galeotti, Erirai, 2000.
- Entre nous, Sellerio, 2002.
- Mestieri di scrittori, Sellerio, 2007. Tr.: Trabajos forzados. Los otros oficios de los escritores, Impedimenta, 2011 ISBN 978-84-15130-17-8

## Ediciones y versiones
- Marcel Proust, Ritorno a Guermantes, Studio Tesi, 1988
- Ortensia Mancini, I piaceri della stupidità, Sellerio, 19987.
- Principessa Palatina, Lettere, Sellerio, 1988.
- Madame de Caylus, Souvenirs, Sellerio, 1988.
- Madame de Duras, Il segreto, Sellerio, 1989.
- Ninon de Lenclos, Lettere sulla vecchiaia, Sellerio, 1991.
- Roger de Bussy-Rabutin, Storia amorosa delle Gallie, Sellerio, 1992.
- Buffon, Discorso sullo stile, Studio Tesi, 1994.
- Sarah Bernhardt, Gita in pallone, Jouvence, 1995.
- Nicolas de la Bretonne, Lettere di una scimmia, Sellerio, 1995.
- Madame de Staal-Delaunay, Memorie, Adelphi, 1995.
- Jean Giono, Una pazza felicità, Guanda 1996.
- Paul Morand, Il Sole offuscato, Fouquet e Luigi XIV, Corbaccio1996.
- Vivant Denon (attribuito), La notte meravigliosa, ES, 1996.
- Louise de Vilmorin, Madame de V*** vede solo nero, ES, 1997.
- Mathilde Mauté, Moglie di Verlaine, Sellerio, 1998.
- Grace Dalrymple Elliott, La nobildonna e il duca, Fazi, 2001.
- Denis Diderot, Mystification, Archinto, 2001.
- Charles Perrault, Fiabe, Marsilio, 2002.
- Françoise Sagan, La guardia del cuore, Sellerio, 2003.
- Raymond Radiguet, Il ballo del conte d’Orgel, Sellerio, 2004.
- Madame de Charrière, Lettres écrites de Lausanne, Sellerio, 2005.
- Béatrix Saule, La giornata di Luigi XIV, Sellerio, 2006.
- Madame de Charriere, Tre donne, Dadò, 2008.
- Laure de Surville Balzac, Balzac mio fratello, Sellerio, 2008.
- Anatole France, Il procuratore della Giude, Sellerio, 2008.
- Jacques Chessex, Il vampiro di Ropraz, Fazi, 2009.
- Stéphane Audeguy, Mio fratello Rousseau, Fazi, 2010.
- Allen S. Weiss, Baudelaire cerca gloria, Sellerio, 2010.